# Dalbergia aurea
Espèce
Statut de conservation UICN

 VU D2 : Vulnérable
Dalbergia aurea est une espèce de plantes à fleurs de la famille des Fabaceae.

## Publication originale
- Bulletin du Muséum National d'Histoire Naturelle, Section B, Adansonia. sér. 4, Botanique Phytochimie 18: 172–174, f. 1(A–I), map. 1996.